# Megogata necopina
Megogata necopina är en nattsländeart som beskrevs av Arturs Neboiss 1962. Megogata necopina ingår i släktet Megogata och familjen Hydrobiosidae. Inga underarter finns listade i Catalogue of Life.